# Bombyliomyia flavitarsis
Bombyliomyia flavitarsis är en tvåvingeart som först beskrevs av Macquart 1846.  Bombyliomyia flavitarsis ingår i släktet Bombyliomyia och familjen parasitflugor.
Artens utbredningsområde är Colombia. Inga underarter finns listade.